# Eurymorion murici
Espèce
Eurymorion murici est une espèce d'araignées aranéomorphes de la famille des Linyphiidae.

## Distribution
Cette espèce est endémique d'Alagoas au Brésil.

## Description
Le mâle mesure 2,95 mm et la femelle 3,10 mm.

## Publication originale
- Rodrigues & Ott, 2010 : On the Neotropical spider genus Eurymorion (Araneae: Linyphiidae). Zoologia, vol. 27, n. 4, p. 6370 (texte intégral).